# Tsing Yi
La isla de Tsing Yi (en chino tradicional, 青衣島), es una isla localizada en el área urbana de Hong Kong, al noroeste de la isla de Hong Kong y al sur del distrito de Tsuen Wan, parte de China. El canal Rambler la separa de la parte continental de la península de Kowloon. Con una superficie de 10,69 km², la isla fue ampliada drásticamente con tierras ganadas al mar a lo largo de casi toda su superficie natural y la anexión de Nga Ying Chau y Chau Tsai. Tres bahías o puertos principales, la laguna de Tsing Yi, Mun Tsai Tong y la bahía de Tsing Yi en el noreste, han sido completamente incorporadas a su territorio.
La isla se puede dividir en cuatro partes o barrios, el barrio noreste es una zona residencial, el barrio sureste es un puerto de contenedores, al suroeste se encuentra la industria pesada, y en el noroeste se incluye una pista de recreación, un terminal de transporte y algunos astilleros parte de la industria de la construcción naval. La isla se encuentra en la parte noroeste del puerto de Victoria y parte de su desarrollo está bajo la Ley de Hong Kong, capítulo 531, referida a la Ordenanza sobre protección del Puerto.
La isla de Tsing Yi es una isla montañosa, con el pico Tsing Yi (334 m), ubicado en el sur, y Liu Shan, en la noreste. Pequeñas planicies se pueden encontrar alrededor de la antigua laguna de Tsing Yi, en la parte noreste de la isla. Las rocas en la isla son principalmente de granito y se expusieron debido a la amplia construcción de viviendas, parques industriales y otras infraestructuras. Aunque la isla no está incluidas en las áreas protegidas del país, la mayoría de la zona montañosa se mantiene verde. El pico Tsing Yi es una barrera que separa al oeste industrial del este residencial.